# Зубна фея

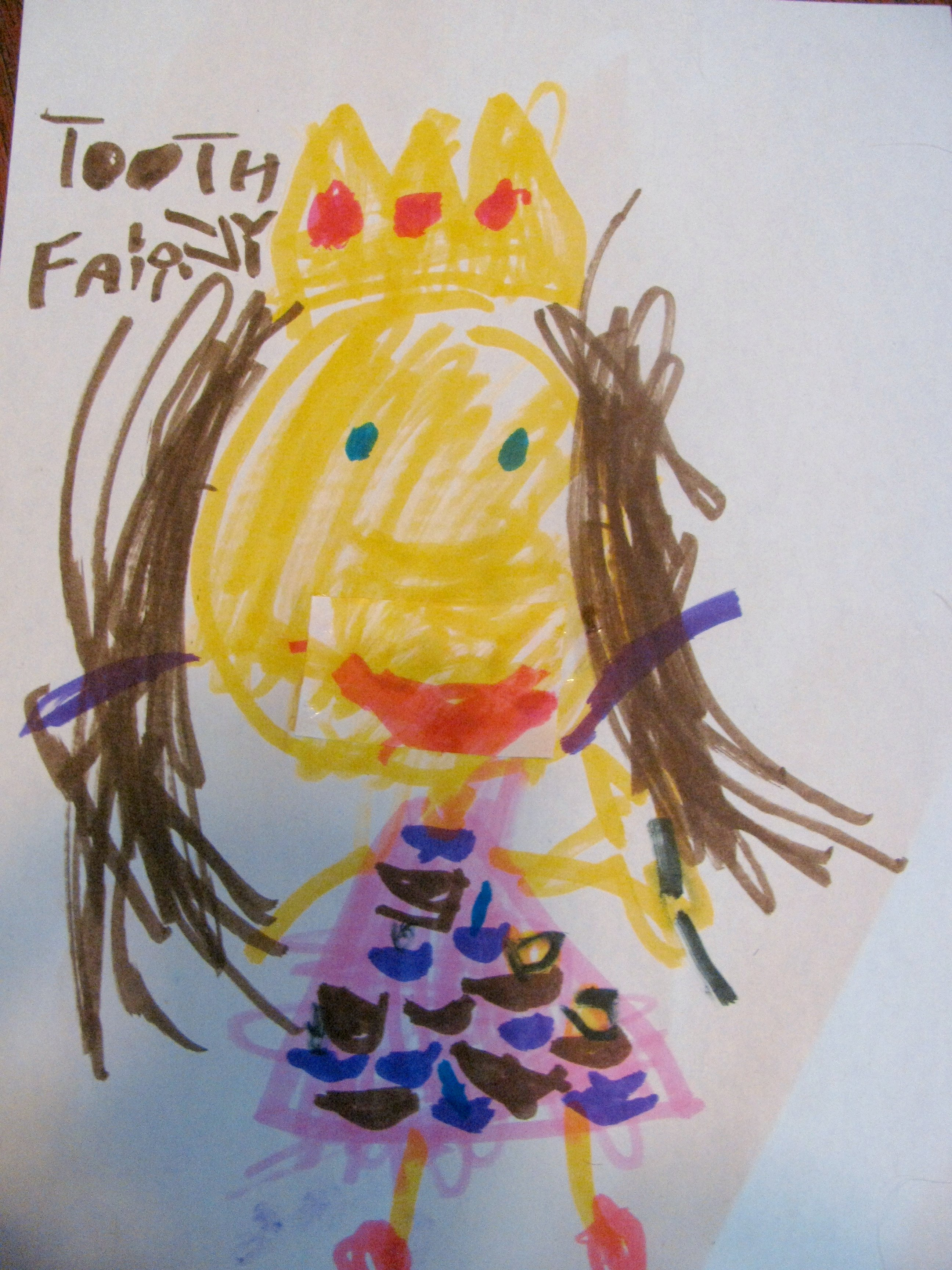
Зубна фея в уявленні дитини

Зубна фея (англ. tooth fairy) — казковий персонаж, традиційний для сучасної західної культури. Зубна фея, як свідчить легенда, дає дитині невелику суму грошей (або іноді подарунок) замість  молочного зуба, що випав, покладеного під подушку.
Зубну фею вигадав у XIX сторіччі іспанський письменник Луїс Колома як персонажа казки для 8-річного іспанського короля Альфонсо XIII, що втратив перший молочний зуб. Відтоді Зубна фея є популярним персонажем дитячого фольклору.

## Поводження із Зубною феєю
Батьки заздалегідь розповідають дитині про Зубну фею, яка винагородить її, якщо молочний зуб, що випав (особливо перший), покласти ввечері під подушку. Часом пишуться записки від імені феї, які радять слідкувати за зубами, чистити і полоскати їх, за що і можна отримати винагороду. Вночі батьки непомітно забирають зуб і кладуть на його місце монетку. Головна ідея цього дійства полягає в тому, що дитина отримує відшкодування за біль або неприємності, якими супроводжується втрата зуба. Якщо його доводиться видаляти у стоматолога, додатково винагороджується сміливість перед лікарем. Крім того, дитина звикає стежити за собою, що може стати в пригоді пізніше.
Часом описується, що зуб слід класти в склянку з водою біля ліжка. Цей варіант стає все популярнішим, оскільки батькам простіше витягнути зуб зі склянки з водою, ніж лізти під подушку з ризиком розбудити дитину. Поширеною практикою є складати випалі зуби до коробочки, щоб потім обміняти на подарунок всі разом.
Самі діти по-різному уявляють що фея робить з зубами. Деякі з версій, озвучених ними: викидає, будує з них собі замок, купує за зуби щось в країні фей, сіє і з них виростають діти, майструє з зубів прикраси.

## Походження персонажа
Таким частинам тіла як зуби, нігті, волосся, здавна приписувалися магічні властивості, оскільки вони є умовно мертвими частинами живої людини. Тому за неправильного поводження вони начебто можуть викликати хвороби свого власника, через волосся або зуби чаклуни можуть наслати прокляття. Відомі численні способи поводження з молочними зубами у давніх народів: кидати їх у вогонь, кидати в сонце чи між ногами, ховати в мишачу нору, закопувати в землю, ховати на дереві чи в стіні, проковтувати. Вікінги вірили, що випалі дитячі зуби магічним чином допомагають здобути перемогу в битві, якщо мати їх при собі.
В багатьох країнах, зокрема і слов'янських, існували вірування, що випалі молочні зуби забирає миша. Найраніші згадки про обмін зуба, що випав на подарунок мишею або кроликом відомі з XVII століття у Франції. В Іспанії такий персонаж навіть отримав окреме ім'я Мишеня Перез.

## Зубна фея в масовій культурі
Зубна фея в скульптурі
27 травня 2018 року у місті Перечин, Україна, в рамках святкування Дня міста, відкрили нову туристичну атракцію –  міні-скульптурну композицію "Будинок Зубної феї".

### Зубна фея в літературі
- Грем Джойс «Зубна фея»
- Террі Пратчетт «Рокова музика»
- Террі Пратчетт «Санта-Хрякус»

### В кінематографі
На цю тему було знято численні фільми, примітно, що головним чином жахи. Наприклад — «Темрява наступає» (2003), фільм Джонатана Лібесмана, в якому злий дух жінки набуває форми Зубної феї, і починає полювання. Інший приклад — «Стародавнє прокляття», знятий Чаком Боуманом. У цьому фільмі мертва жінка вбиває дітей, щоб отримати їх зуби.
Комічніші версії на тему включають телевізійний фільм 1997 року «Зубна фея», в якому Керсті Еллі грає дантиста, який неохоче стає зубною феєю, і фільм 2010 року «Зубна фея» з Дуейном Джонсоном в головній ролі.
- У мультфільмі Nickelodeon «Чарівні батьки», Йорген Фон Стренгл (Jorgen Von Strangle[en]) одружений з Зубною феєю.
- В епізоді Зуб за зуб зубної феї 2000 серіалу «Південний парк» Ерік Картман прикидався зубною феєю, щоб красти гроші у дітей.
- У фільмі «Хеллбой 2: Золота армія» зубні феї зображені як маленькі, голодні істоти, які люблять кальцій. Вони їдять живих людей, починаючи з зубів, щоб дістатися до кісток.
- У «Санта Клаус 2» і «Санта Клаус 3», Зубна фея — частина Ради Легендарних Персонажів, поряд з Санта Клаусом, Великоднім Кроликом, Купідоном, Матір'ю Природою, Батьком Часом і Піщаною Людиною. На відміну від більшості описів Зубної феї, як фея жіночої статі, ця фея — чоловік.
- У мультсеріалі «Aqua Teen Hunger Force» каналу Adult Swim, Тефтель, Майстер Шейк і Фрай вкрали зуби Створіння з Чумної лагуни, намагаючись стати багатими в спробі залучення до грабунку Зубної феї, в епізоді Creature from Plaque Lagoon.
- У фільмі 2010 року «Зубна Фея» Двейн Джонсон грає хокеїста нижчої ліги, покликання якого — вибивати зуби супротивникам. Його невір'я в чарівництво приводять його до незвичайного покарання: він повинен стати Зубною феєю на два тижні.
- У фільмі 2002 року «Червоний дракон» (за однойменним романом Томаса Гарріса) журналісти прозвали маніяка Зубною феєю.
- У мультфільмі 2012 року «Вартові легенд» Зубна фея поряд з іншими казковими персонажами рятує світ від злого духа Буки.